# Black is Beltza
|  | Aquest article tracta sobre la pel·lícula. Si cerqueu el còmic, vegeu «Black is Beltza (còmic)». |

Black is Beltza és una pel·lícula basca d'animació dirigida per Fermin Muguruza, estrenada l'any 2018, i basada en la novel·la gràfica homònima escrita per Haraitz Cano i el mateix Muguruza i il·lustrada per Jorge Alderete.
La banda sonora fou creada pel mateix Muguruza i Refree.

## Argument
Octubre de 1965. La comparsa de gegants de Pamplona, imatge típica de les festes de San Fermín, és convidada a desfilar en la Cinquena Avinguda de Nova York. Però no tots podran sortir: a causa de la discriminació racial, les autoritats nord-americanes prohibeixen la participació dels dos gegants negres. A partir d'aquest fet real, Black is Beltza narra la història de Manex, el mosso encarregat de portar a un dels gegants. Abocat a un llarg i inesperat viatge, Manex serà testimoni d'esdeveniments claus de la història: els disturbis racials derivats de l'assassinat de Malcolm X, les excentricitats dels personatges de The Factory, l'aliança entre els serveis secrets cubans i els Black Panthers, i la psicodèlia proto-hippie dels primers festivals de música.

## Repartiment
- Unax Ugalde: Manex
- Ramón Agirre: Xebero
- Sergio Arau: Juan Rulfo
- Ramón Barea: Ramiro
- Josean Bengoetxea: Juanpe
- Lenval Brown: Jimmy
- Isaach De Bankolé: Wilson Clever
- Maria de Medeiros: Amira
- Jorge Ferrera: Eliseo
- Iseo: Amanda Tamayo
- Hamid Krim: Yassim
- Sergi López: Warren Phillips
- Valeria Maldonado: Esperanza
- Angelo Moore: Rudy
- Jorge Perugorría: Sargento Bravo

## Banda sonora[calcitació]
Raül Refree i Fermin Muguruza s'instal·len en un espai de la Fàbrica de Creació Fabra i Coats de Sant Andreu (Barcelona), i construeixen la banda sonora de la pel·lícula, creant peces incidentals i cançons en què col·laboren diferents artistes com Maika Makovski, Anari, Iseo, Yacine, Amel Zen, The Sey Sisters, Ceci Bastida de Tijuana No!, Ana Tijoux o Manu Chao.
La Banda sonora inclou també talls dels 60, com He was really saying something de The Velvelettes o l'original jamiacana You'r Wondering now d'Andy & Joey, després versionada per multitud de bandes com The Specials o Amy Winehouse.

## Acollida

### Crítica
- "Recorre amb pols de Scorsese uns mals carrers novaiorquesos (...) A més d'un notable exercici en el camp dels dibuixos animats (...) és la pel·lícula que a Spike Lee li hauria encantat haver fet. (…) Puntuació: ★★★ (sobre 5)"[4]

### Guardons
- Premis Gaudí de 2019: Nominada al premi al Gaudí a la millor pel·lícula d'animació per Fermin Muguruza (director/guionista), Harkaitz Cano (guionista), Eduard Sola (guionista).[5]

## Còmic[calcitació]

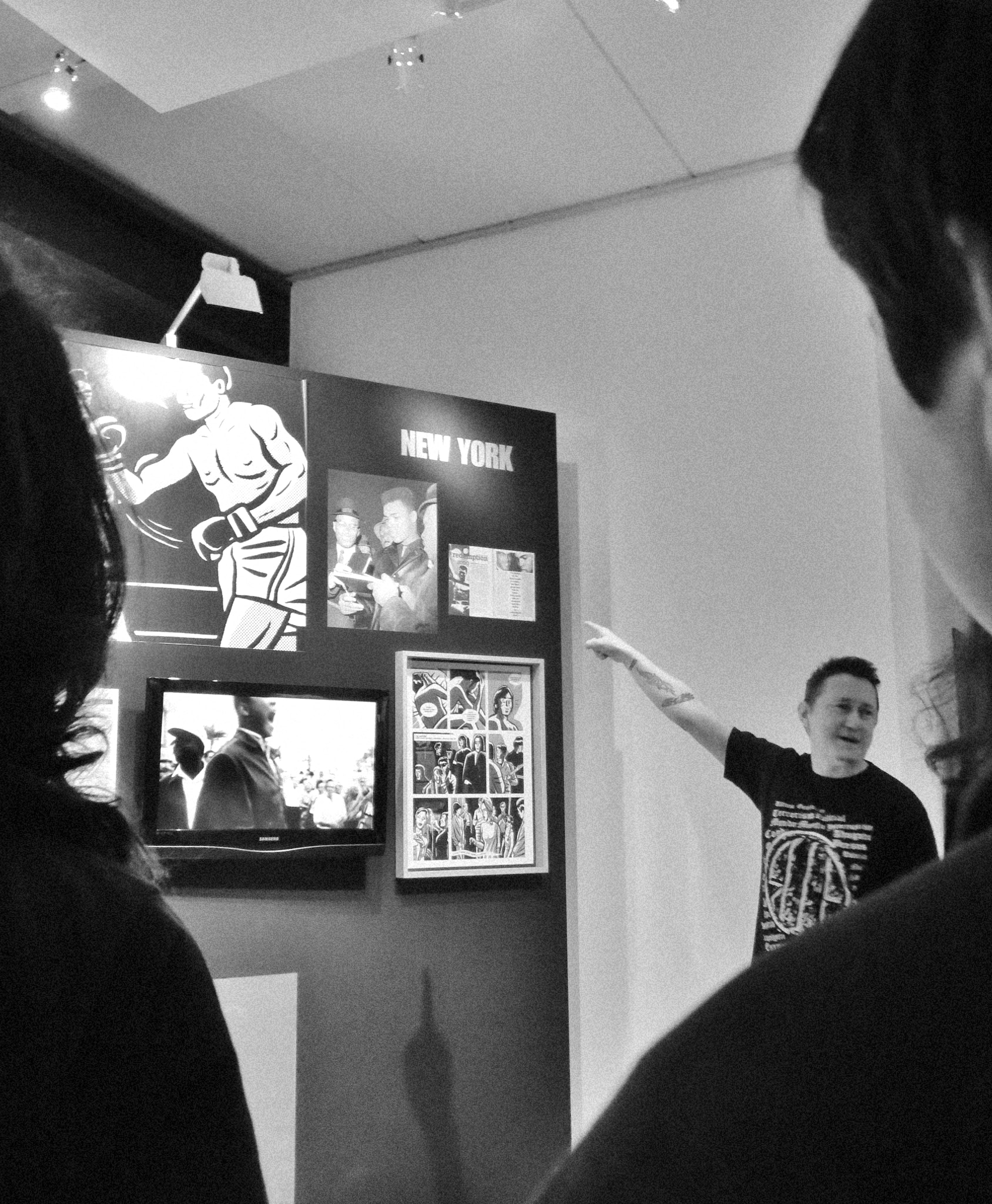
Exposició a Bilbao.

El músic Fermin Muguruza, l'escriptor Harkaitz Cano i el dibuixant Jorge Alderete van crear el còmic Black is Beltza, el qual després va ser la base del film.
Després de presentar el còmic, van obrir una exposició sobre aquest tema al Bilbao Alhóndiga. A més de l'exposició, es van celebrar actes a Bilbao. Després va visitar Barcelona i Sant Sebastià.
- Bilbao, Alondegia: 13-11-2013 / 08-02-2015. L'exposició va contenir el material i les imatges més significatives utilitzades per construir aquesta història. Durant l'exposició es van realitzar diverses activitats a la mateixa zona, centrades en còmics, música, cinema, literatura i / o gastronomia.
- a Barcelona, Arts Santa Mònica: 21-02-2016 / 26-08-2016.
- Sant Sebastià, museu Sant Telmo: 15-06-2018 / 30-10-2018.